# Enantiornithes
Die Enantiornithes („gegensätzliche Vögel“, abgeleitet aus Gr. ἐναντίος (enantíos) „gegenüber-, entgegenstehend“ + ὄρνῑς, St. ὀρνῑθ- (órnīs, ornīth-) „Vogel“) sind eine Gruppe zahntragender fossiler Vögel, die am Ende der Kreidezeit ausstarb. Nach ihrem ersten Auftreten in der Unterkreide von Spanien, Queensland sowie in der nordostchinesischen Jehol-Gruppe waren sie während der Oberkreide die häufigste und artenreichste Vogelgruppe.

## Körperbau
Erstmals im Jahr 1981 von Cyril Alexander Walker beschrieben, unterscheiden sich die Enantiornithes in der Gelenkverbindung zwischen Schulterblatt und Rabenbein von den Ornithurae, denen auch alle Modernen Vögel angehören: Im Gegensatz zur Anordnung bei ornithurinen Vögeln liegt am Schulterblatt eine Gelenkpfanne und am Rabenbein ein Gelenkzapfen vor. Im Carpometacarpus der Enantiornithes reichte der dritte Mittelhandknochen nach außen über die Länge des zweiten Mittelhandknochens hinaus.
Aufgrund ihrer Zehenproportionen und der langen gebogenen Klauen werden viele enantiornithine Vögel als Baumbewohner angesehen. Manche Formen wie Eoenantiornis, Protopteryx und Eoalulavis besaßen einen Daumenfittich und dürften gegenüber urtümlichen Vögeln wie Archaeopteryx, Jeholornis und Confuciusornis bessere Flieger gewesen sein.
Dass bereits in der Unterkreide innerhalb der Gruppe eine weitgehende ökologische Diversifizierung vorlag, zeigen unter anderem die Funde von Longipteryx, dessen Vordergliedmaßen/Hintergliedmaßen-Verhältnis von 1,56 das aller anderen Enantiornithes übertraf und dessen Schnabel- und Zahnmorphologie als die eines Fischfressers interpretiert werden, sowie Longirostravis, der seinen schlanken, zugespitzten Schnabel vermutlich als Schlammsondierer gebrauchte.
Ein besonderer Fund wurde im Juni 2017 bekannt: Ein Fuß und Teile des Flügels eines 99 Millionen Jahre alten Jungtiers waren in einem knapp acht Zentimeter großen Stück Bernstein in Burma entdeckt worden.
Dazu kommt ein 127 Millionen Jahre altes Küken aus Spanien, das 2018 beschrieben wurde.
Während es sich bei dem asiatischen Exemplar (Elektorornis chenguangi) offenbar um einen Nestflüchter handelt, wurde das europäische Fossil als Nesthocker beschrieben.

## Systematik
Das folgende Kladogramm gibt vereinfacht die Verwandtschaftsverhältnisse mesozoischer Vogelgruppen nach Chiappe et al. (2002) unter besonderer Berücksichtigung der Enantiornithes wieder:
| Enantiornithes          | \| \| Noguerornis \| \| \| \| \| \| Iberomesornis \| \| \| \| \| \| Euenantiornithes \| \| Vorlage:Klade/Wartung/3 \| \| |
|                         | \| \| Noguerornis \| \| \| \| \| \| Iberomesornis \| \| \| \| \| \| Euenantiornithes \| \| Vorlage:Klade/Wartung/3 \| \| |
|                         | Ornithuromorpha (einschließlich Moderne Vögel)                                                                           |
|                         | |
|                         | Noguerornis |
|                         | |
|                         | Iberomesornis |
|                         | |
|                         | Euenantiornithes |
| Vorlage:Klade/Wartung/3 | |

|                         | Noguerornis      |
|                         |                  |
|                         | Iberomesornis    |
|                         |                  |
|                         | Euenantiornithes |
| Vorlage:Klade/Wartung/3 |                  |

| Enantiornithes          | \| \| Noguerornis \| \| \| \| \| \| Iberomesornis \| \| \| \| \| \| Euenantiornithes \| \| Vorlage:Klade/Wartung/3 \| \| |
|                         | \| \| Noguerornis \| \| \| \| \| \| Iberomesornis \| \| \| \| \| \| Euenantiornithes \| \| Vorlage:Klade/Wartung/3 \| \| |
|                         | Ornithuromorpha (einschließlich Moderne Vögel)                                                                           |
|                         | |
|                         | Noguerornis |
|                         | |
|                         | Iberomesornis |
|                         | |
|                         | Euenantiornithes |
| Vorlage:Klade/Wartung/3 | |

|                         | Noguerornis      |
|                         |                  |
|                         | Iberomesornis    |
|                         |                  |
|                         | Euenantiornithes |
| Vorlage:Klade/Wartung/3 |                  |

| Enantiornithes          | \| \| Noguerornis \| \| \| \| \| \| Iberomesornis \| \| \| \| \| \| Euenantiornithes \| \| Vorlage:Klade/Wartung/3 \| \| |
|                         | \| \| Noguerornis \| \| \| \| \| \| Iberomesornis \| \| \| \| \| \| Euenantiornithes \| \| Vorlage:Klade/Wartung/3 \| \| |
|                         | Ornithuromorpha (einschließlich Moderne Vögel)                                                                           |
|                         | |
|                         | Noguerornis |
|                         | |
|                         | Iberomesornis |
|                         | |
|                         | Euenantiornithes |
| Vorlage:Klade/Wartung/3 | |

|                         | Noguerornis      |
|                         |                  |
|                         | Iberomesornis    |
|                         |                  |
|                         | Euenantiornithes |
| Vorlage:Klade/Wartung/3 |                  |

| Enantiornithes          | \| \| Noguerornis \| \| \| \| \| \| Iberomesornis \| \| \| \| \| \| Euenantiornithes \| \| Vorlage:Klade/Wartung/3 \| \| |
|                         | \| \| Noguerornis \| \| \| \| \| \| Iberomesornis \| \| \| \| \| \| Euenantiornithes \| \| Vorlage:Klade/Wartung/3 \| \| |
|                         | Ornithuromorpha (einschließlich Moderne Vögel)                                                                           |
|                         | |
|                         | Noguerornis |
|                         | |
|                         | Iberomesornis |
|                         | |
|                         | Euenantiornithes |
| Vorlage:Klade/Wartung/3 | |

|                         | Noguerornis      |
|                         |                  |
|                         | Iberomesornis    |
|                         |                  |
|                         | Euenantiornithes |
| Vorlage:Klade/Wartung/3 |                  |

## Gattungen (Auswahl)
- Avimaia
- Boluochia
- Cathayornis
- Chiappeavis
- Cratoavis
- Cruralispennia
- Iberomesornis
- Junornis
- Longipteryx
- Longusunguis
- Navaornis
- Parabohaiornis
- Parapengornis
- Pengornis
- Protopteryx